# Arnaud Desplechin
Arnaud Desplechin (ur. 31 października 1960 w Roubaix) – francuski reżyser i scenarzysta filmowy.
Zasiadał w jury sekcji "Cinéfondation" na 51. MFF w Cannes (1998) oraz w jury konkursu głównego na 67. MFF w Wenecji (2010) i 69. MFF w Cannes (2016).

## Filmografia
| Rok  | Tytuł polski                   | Tytuł angielski                               | Tytuł oryginalny                                | Uwagi                        |
| ---- | ------------------------------ | --------------------------------------------- | ----------------------------------------------- | ---------------------------- |
| 1983 |                                |                                               | Le polichinelle et la machine à coder           | Film krótkometrażowy         |
| 1984 |                                |                                               | Le couronnement du monde                        | Film krótkometrażowy         |
| 1991 |                                |                                               | La vie des morts                                | Pierwszy pełnometrażowy film |
| 1992 |                                | The Sentinel                                  | La Sentinelle                                   |                              |
| 1996 | O co chodzi w seksie?          | My Sex Life ... or How I Got into an Argument | Comment je me suis disputé... (ma vie sexuelle) |                              |
| 2000 | Esther Kahn                    | Esther Kahn                                   | Esther Kahn                                     |                              |
| 2003 | Męska zmowa                    | Playing 'In the Company of Men                | Léo en jouant 'Dans la compagnie des hommes'    |                              |
| 2004 | Królowie i królowa             | Kings and Queen                               | Rois et reine                                   |                              |
| 2007 |                                | The Beloved                                   | L'Aimée                                         | Film dokumentalny            |
| 2008 | Świąteczne opowieści           | A Christmas Tale                              | Un Conte de Noël                                |                              |
| 2013 | Jimmy P.                       | Jimmy P.                                      | Jimmy P.                                        |                              |
| 2015 | Trois souvenirs de ma jeunesse | My Golden Days                                | Trois souvenirs de ma jeunesse                  |                              |
| 2017 | Kobiety mojego życia           | Ismael's Ghosts                               | Les fantômes d'Ismaël                           |                              |
| 2019 | Miłosierny                     | Oh Mercy!                                     | Roubaix, une lumière                            |                              |